# Roberto Manganotto
Roberto Manganotto (Udine, 4 marzo 1943 – Udine, 8 maggio 2022) è stato un calciatore italiano, di ruolo centrocampista.